# Periomphale balansae
Espèce
Classification phylogénétique
Periomphale balansae est un petit arbre appartenant à la famille des Alseuosmiaceae. Il est le seul représentant de cette famille en Nouvelle-Calédonie, où il est endémique.

## Habitat
Il est présent dans les forêts denses humides de la Grande Terre, notamment au sud. Délaissant les plaines côtières, on le trouve à partir de 150 m d'altitude.

## Aspect
L'arbre est petit et dépasse rarement les 6 m. Il est peu ramifié.

## Feuilles, fleurs et fruits
Les feuilles sont simples et opposées, légèrement épaisses, et mesurent environ 10 cm.
L'arbre fleurit toute l'année et donne des fleurs de petite taille dont la couleur varie entre le rose, blanc et blanc verdâtre. On peut trouver jusqu'à une quinzaine de fleurs groupées au bout des rameaux.
Les fruits sont de petites baies rouges qui noircissent à maturité. Ils contiennent généralement moins de 10 graines.